# 하남시신장도서관
하남시신장도서관은 경기도 하남시 신장2동에 있는 도서관이다.

## 연혁
- 1996년 6월 1일 하남시신장도서관 개관(舊 하남시립도서관)

## 시설 현황
- 지하1층: 기계실
- 1층: 운영실, 강의실, 자모열람실, 어린이자료실
- 2층: 일반자료실, 신문자료실
- 3층: 자유열람실, 디지털자료실

## 이용 안내
이용 시간
- 어린이자료실 및 새싹실: 매일 09:00 ~ 18:00
- 일반자료실 평일 09:00 ~ 22:00, 주말 09:00 ~ 18:00
- 신문자료실 평일 09:00 ~ 22:00, 주말 09:00 ~ 18:00
- 디지털자료실: 평일 09:00 ~ 22:00, 주말 09:00 ~ 18:00
- 자유열람실: 매일 08:00 ~ 24:00

휴관일
- 일요일을 제외한「관공서의 공휴일에 관한 규정」이 정하는 공휴일(단, 일요일과 겹치는 공휴일 포함)
- 임시휴관일: 관장이 자료의 정리, 보수공사, 장서점검 및 기타의 사유로 휴관이 필요하다고 인정하는 날
- 매월 둘째 주 월요일